# Epacra corii
Epacra corii är en insektsart som beskrevs av Heinrich Hugo Karny 1935. Epacra corii ingår i släktet Epacra och familjen Gryllacrididae. Inga underarter finns listade i Catalogue of Life.